# Cement szybkotwardniejący
Cement szybkotwardniejący – odmiana cementu portlandzkiego wysokiej wytrzymałości mechanicznej po stwardnieniu. Otrzymuje się go, jak cement portlandzki, jednak dobór składników do produkcji ustala się w taki sposób, aby zawartość alitu była jak najwyższa. Beton wykonany z takiego cementu może być poddany obciążeniom nawet po 24 godzinach. 
Są także inne sposoby na uzyskanie betonu o dużym przyroście wytrzymałości w pierwszych godzinach po ułożeniu mieszanki betonowej w deskowaniu:
- użycie domieszek przyspieszających narastanie wytrzymałości
- użycie gotowych mieszanek szybkotwardniejących
- obróbka cieplna betonu – naparzanie stosowane zazwyczaj przy produkcji prefabrykatów.